# Tây du ký (phim truyền hình 2011)
Tây du ký phiên bản Trương Kỷ Trung gồm 66 tập, khởi quay từ tháng 9-2009, công chiếu ngày 28 tháng 7 năm 2011. Phim sử dụng lại ca khúc Cảm vấn lộ tại hà phương? sử dụng trong phim Tây Du Ký năm 1986, do Đao Lang hát. Nhiều nội dung phim làm rất sát nguyên tác, nhưng khá nhiều chi tiết lại không giống. Một số ít nạn bỏ không dựng. Phim gây ra tranh cãi nhiều về chất lượng.

## Đoàn làm phim
- Chế tác: Trương Kỉ Trung
- Đạo diễn: Trương Kiến Á

## Diễn viên
- Tôn Ngộ Không - Ngô Việt, Vương Cửu Thắng
- Đường Tăng - Nhiếp Viễn
- Trư Bát Giới - Tang Kim Sinh
- Sa Tăng - Từ Cẩm Giang
- Tiểu Bạch Long - Tiền Vịnh Thần
- Quan Âm - Lưu Đào, Tiêu Tường, Lương Lệ, Dương Tiểu Lâm...
- Phật Tổ Như Lai - Vương Hội Xuân
- Ngọc Hoàng Đại Đế - Ngụy Tử
- Na Tra - Mã Duệ Hàn, Mã Duệ Hạo
- Thác Tháp Thiên Vương - Triệu Nghị
- Nhị lang thần - Phùng Thiệu Phong
- Hằng Nga - Dương Quang
- Đường Thái Tông - Thang Trấn Tông
- Cao Thúy Lan - Mặc Tiểu Phụng
- Ngưu Ma Vương - Trần Chi Huy
- Thiết Phiến công chúa - Hồ Khả
- Hồng Hài Nhi - Nhã Ninh
- Kim thánh nương nương - Cao Viễn
- Hồ li Ngọc Diện - Tần Tử Việt
- Nữ Nhi quốc vương - Thư Sướng
- Bọ Cạp Tinh - Triệu Văn Kì
- Bạch Thử Tinh - Hà Trác Ngôn
- Thiên Trúc công chúa / Ngọc thố - Cố Hiên
- Ô Kê quốc vương hậu -Hồ Nhĩ Tây Đức
- Bạch Cốt Tinh - An Dĩ Hiên
- Bảo Tượng công chúa - Nhan Đan Thần
- Hoàng Bào quái - Trình Hạo Phong
- Thái Bạch Kim Tinh - Dương Niệm Sinh
- Vạn Thánh công chúa - Trương Mông
- Hạnh Tiên - Lật An
- Trấn Nguyên đại tiên - Triệu Lập Tân
- Đông Hải long vương - Vương Kiến Quốc
- Trại Thái Tuế - Vương Kiến Quốc
- Hoàng Phong quái - Trương Xuân Trọng
- Tỷ Khâu quốc mỹ hậu / Hồ li tinh - Vương Hinh Tử
- Thái Thượng Lão Quân - Trương Kỉ Trung
- Văn Thù Bồ Tát - Cảnh Cương Sơn
- Linh Cát Bồ Tát - Tô Mậu
- Cửu Đầu Trùng - Lý Thái
- Đại chu nữ - Mạnh Quảng Mĩ

## Kĩ xảo
Phim sử dụng rất nhiều kĩ xảo máy tính hoành tráng, hiện đại. Hầu hết các cảnh phim đều sử dụng kĩ xảo điện ảnh.